# 刘琅
刘琅，陕西咸宁（今陕西西安）人，是一名清朝政治人物。
刘琅曾于1840年接替罗才懋任金山县知县一职，1841年由李玟接任。